# 灾难女孩
灾难女孩（英語：Disaster Girl）是一张流传很广的照片，图中有一个小女孩盯着镜头，而在她身后的建筑则燃起熊熊烈火。
这张照片拍摄于2005年，照片中的女孩名叫佐伊·罗斯，当时只有4岁。这张照片在2021年4月29日的拍卖会上拍出了$470,000高价。
罗斯一家住在北卡罗莱纳州的一个消防局附近，当时正在参观消防局的火灾演练。